# Sessions del Comitè Olímpic Internacional

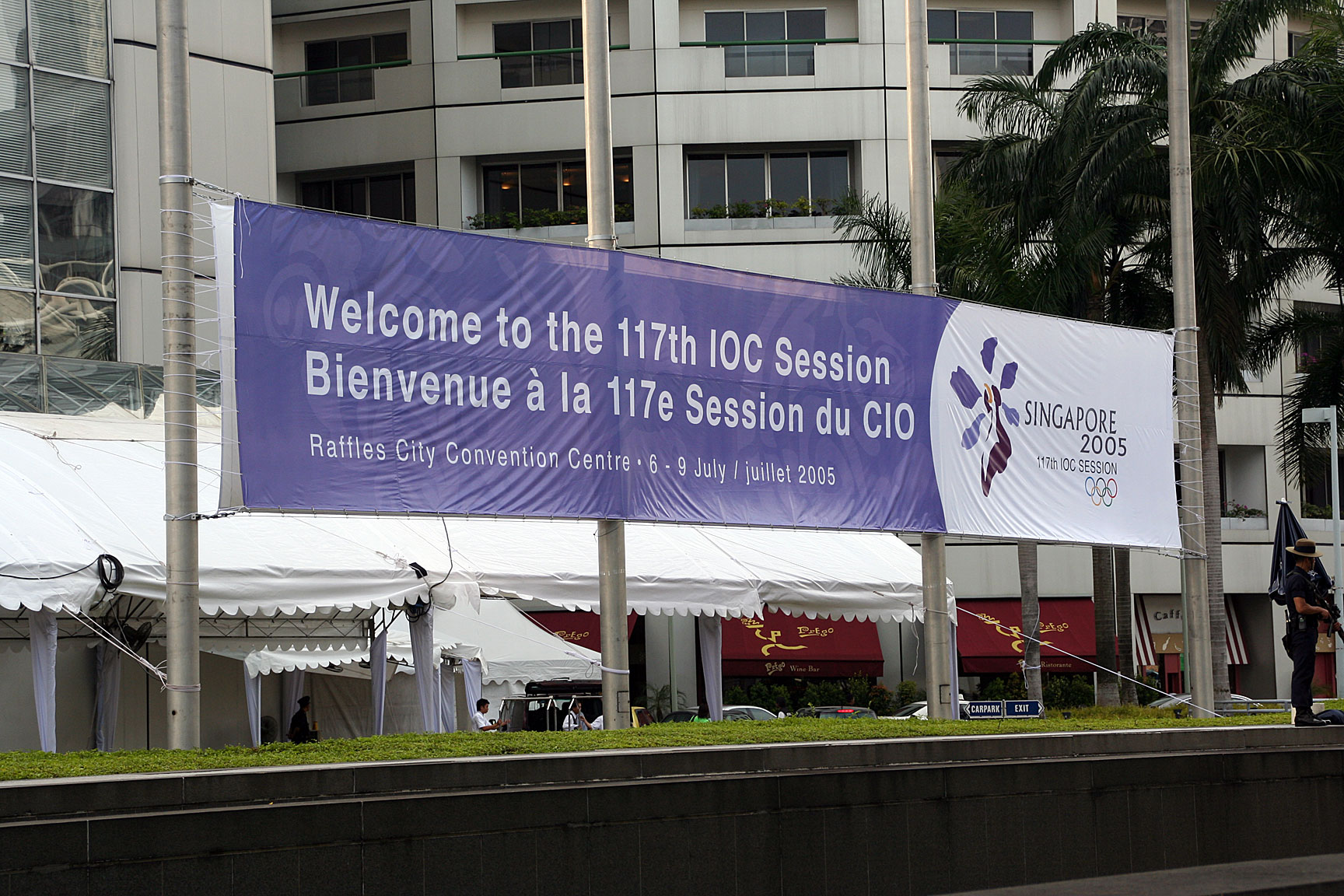
Cartell de bienvenida a la 117a sessió del Comitè Olímpic Internacional realitzada a Singapur l'any 2005.

Una sessió del Comitè Olímpic Internacional és una reunió realitzada per aquest organisme al qual assisteixen els seus membres per prendre resolucions sobre el moviment olímpic. És l'òrgan suprem del Comitè Olímpic Internacional (COI) i les seves decisions són finals. Cada membre del COI té dret a vot.
Es realitza una sessió ordinària un cop l'any. En cas d'emergancia o de resoldre punts encara pendents es pot trucar a una sessió extraordinària en conveniancia amb el President del COI o per petició escrita d'almenys les dues terceres parts dels membres.
Les activitats més importants realitzades en les sessions són, entre altres:
- Adaptar o modificar la Carta Olímpica.
- Escollir els membres del Comitè Olímpic, el President Honorari, membres honoraris i membres d'honor.
- Escollir el President, Vicepresident i tots els altres membres del Cos Executiu.
- Escollir la ciutat seu dels Jocs Olímpics.
- Determinar quins esports formaran part del calendari olímpic i quins no.

En l'actualitat, les sessions es realitzen en conjunt amb la realització dels Jocs Olímpics, tant d'hivern com d'estiu. En els anys senars, en els quals no se celebren els esdeveniments olímpics, es designen les seus dels Jocs Olímpics a partir d'un procés d'elecció previ.

## Sessions del Comitè Olímpic Internacional
Les sessions de color blau són realitzades durant el Congrés Olímpic i les sessions de color rosa són realitzades durant els Jocs Olímpics.
| #                | Seu                              | Any         | Activitats |
| ---------------- | -------------------------------- | ----------- | --- |
| 1a               | París, França                    | 1894        | Atenes és seleccionada per ser la seu dels Jocs Olímpics d'Estiu de 1896. París és seleccionada per ser la seu dels Jocs Olímpics d'Estiu de 1900. |
| 2n               | Atenes, Grècia                   | 1896        | |
| 3r               | Le Havre, França                 | 1897        | |
| 4t               | París, França                    | 1901        | St. Louis és seleccionada per ser la seu dels Jocs Olímpics d'Estiu de 1904. |
| 5a               | París, França                    | 1903        | |
| 6a               | Londres, Regne Unit              | 1904        | Londres és seleccionada per ser la seu dels Jocs Olímpics d'Estiu de 1908. |
| 7a               | Brussel·les, Bèlgica             | 1905        | |
| 8a               | Atenes, Grècia                   | 1906        | |
| 9a               | La Haia, Països Baixos           | 1907        | |
| 10a              | Berlín, Alemanya                 | 1909        | Estocolm és seleccionada per ser la seu dels Jocs Olímpics d'Estiu de 1912. |
| 11a              | Ciutat de Luxemburg, Luxemburg   | 1910        | |
| 12a              | Budapest, Imperi Austrohongarès  | 1911        | |
| 13a              | Basilea, Suïssa                  | 1912        | |
| 14a              | Estocolm, Suècia                 | 1912        | Berlín és seleccionar per ser la seu dels Jocs Olímpics d'Estiu de 1916. |
| 15a              | Lausana, Suïssa                  | 1913        | |
| 16è              | París, França                    | 1914        | |
|                  |                                  | 1915 - 1918 | Primera Guerra Mundial. Se suspengueren les activitats del Comitè Olímpic Internacional. |
| 17a              | Lausana, Suïssa                  | 1919        | Anvers és seleccionada per ser la seu dels Jocs Olímpics d'Estiu de 1920. |
| 18a              | Anvers, Bèlgica                  | 1920        | |
| 19a              | Lausana, Suïssa                  | 1921        | Chamonix és seleccionada per ser la seu dels Jocs Olímpics d'Hivern de 1924 i París la seu dels Jocs Olímpics d'Estiu de 1924. Amsterdam és seleccionada per ser la seu dels Jocs Olímpics d'Estiu de 1928.                                                 |
| 20a              | París, França                    | 1922        | |
| 21a              | Roma, Itàlia                     | 1923        | Los Angeles és seleccionada per ser la seu dels Jocs Olímpics d'Estiu de 1932. |
| 22a              | París, França                    | 1924        | |
| 23a              | Praga, Txecoslovàquia            | 1925        | |
| 24a              | Lisboa, Portugal                 | 1926        | Sankt Moritz és seleccionada per ser la seu dels Jocs Olímpics d'Hivern de 1928. |
| 25a              | Mònaco                           | 1927        | |
| 26th             | Amsterdam, Països Baixos         | 1928        | |
| 27a              | Lausana, Suïssa                  | 1929        | Lake Placid és seleccionada per ser la seu dels Jocs Olímpics d'Hivern de 1932. |
| 28th             | Berlín, Alemanya                 | 1930        | |
| 29th             | Barcelona, Espanya               | 1931        | Berlín és seleccionada per ser la seu dels Jocs Olímpics d'Estiu de 1936. |
| 30a              | Los Angeles, Estats Units        | 1932        | |
| 31a              | Viena, Àustria                   | 1933        | Garmisch-Partenkirchen és seleccionada per ser la seu dels Jocs Olímpics d'Hivern de 1936. |
| 32a              | Atenes, Grècia                   | 1934        | |
| 33a              | Oslo, Noruega                    | 1935        | |
| 34a              | Garmisch-Partenkirchen, Alemanya | 1936        | |
| 35a              | Berlín, Alemanya                 | 1936        | Tòquio és seleccionada per ser la seu dels Jocs Olímpics d'Estiu de 1940. |
| 36a              | Varsòvia, Polònia                | 1937        | Sapporo és seleccionada per ser la seu dels Jocs Olímpics d'Hivern de 1940. |
| 37a              | El Caire, Egipte                 | 1938        | |
| 38a              | Londres, Regne Unit              | 1939        | Garmisch-Partenkirchen és seleccionada per ser la seu dels Jocs Olímpics d'Hivern de 1940. Cortina d'Ampezzo és seleccionada per ser la seu dels Jocs Olímpics d'Hivern de 1944. Londres és seleccionada per ser la seu dels Jocs Olímpics d'Estiu de 1944. |
|                  |                                  | 1940 - 1945 | Segona Guerra Mundial. Se suspengueren les activitats del Comitè Olímpic Internacional. |
| 39a              | Lausana, Suïssa                  | 1946        | Sankt Moritz és seleccionada per ser la seu dels Jocs Olímpics d'Hivern de 1948. Londres és seleccionada per ser la seu dels Jocs Olímpics d'Estiu de 1948.                                                                                                 |
| 40a              | Estocolm, Suècia                 | 1947        | Oslo és seleccionada per ser la seu dels Jocs Olímpics d'Hivern de 1952. Hèlsinki és seleccionada per ser la seu dels Jocs Olímpics d'Estiu de 1952. |
| 41a              | Sankt Moritz, Suïssa             | 1948        | |
| 42a              | Londres, Regne Unit              | 1948        | |
| 43a              | Roma, Itàlia                     | 1949        | Cortina d'Ampezzo és seleccionada per ser la seu dels Jocs Olímpics d'Hivern de 1956. Melbourne és seleccionada per ser la seu dels Jocs Olímpics d'Estiu de 1956.                                                                                          |
| 44a              | Copenhaguen, Dinamarca           | 1950        | |
| 45a              | Viena, Àustria                   | 1951        | |
| 46a              | Oslo, Noruega                    | 1952        | |
| 47a              | Hèlsinki, Finlàndia              | 1952        | Avery Brundage és elegit president del COI. |
| 48a              | Ciutat de Mèxic, Mèxic           | 1953        | |
| 49a              | Atenes, Grècia                   | 1954        | |
| 50a              | París, França                    | 1955        | Squaw Valley és seleccionada per ser la seu dels Jocs Olímpics d'Hivern de 1960. Roma és seleccionada per ser la seu dels Jocs Olímpics d'Estiu de 1960. |
| 51a              | Cortina d'Ampezzo, Itàlia        | 1956        | |
| 52a              | Melbourne, Austràlia             | 1956        | |
| 53a              | Sofia, Bulgària                  | 1957        | |
| 54a              | Tòquio (Japó)                    | 1958        | |
| 55a              | Múnic, Alemanya Occidental       | 1959        | Innsbruck és seleccionada per ser la seu dels Jocs Olímpics d'Hivern de 1964. Tòquio és seleccionada per ser la seu dels Jocs Olímpics d'Estiu de 1964. |
| 56a              | San Francisco, Estats Units      | 1960        | |
| 57a              | Roma, Itàlia                     | 1960        | |
| 58a              | Atenes, Grècia                   | 1961        | |
| 59a              | Moscou, Unió Soviètica           | 1962        | |
| 60a              | Baden Baden, Alemanya Occidental | 1963        | Ciutat de Mèxic és seleccionada per ser la seu dels Jocs Olímpics d'Estiu de 1968. |
| 61a              | Innsbruck, Àustria               | 1964        | Grenoble és seleccionada per ser la seu dels Jocs Olímpics d'Hivern de 1968. |
| 62a              | Tòquio (Japó)                    | 1964        | |
| 63a              | Madrid, Espanya                  | 1965        | |
| 64a              | Roma, Itàlia                     | 1966        | Sapporo és seleccionada per ser la seu dels Jocs Olímpics d'Hivern de 1972. Múnic és seleccionada per ser la seu dels Jocs Olímpics d'Estiu de 1972. |
| 65a              | Teheran, Iran                    | 1967        | |
| 66a              | Grenoble, França                 | 1968        | |
| 67a              | Ciutat de Mèxic, Mèxic           | 1968        | |
| 68a              | Varsòvia, Polònia                | 1969        | |
| 69a              | Amsterdam, Països Baixos         | 1970        | Denver és seleccionada per ser la seu dels Jocs Olímpics d'Hivern de 1976. Mont-real és seleccionada per ser la seu dels Jocs Olímpics d'Estiu de 1976. |
| 70a              | Amsterdam, Països Baixos         | 1970        | |
| 71a              | Ciutat de Luxemburg, Luxemburg   | 1971        | |
| 72a              | Sapporo, Japó                    | 1972        | |
| 73a              | Múnic, Alemanya Occidental       | 1972        | Lord Killanin és elegit president del COI. |
| 74a              | Varna, Bulgària                  | 1973        | |
| 75a              | Viena, Àustria                   | 1974        | Lake Placid és seleccionda per ser la seu dels Jocs Olímpics d'Hivern de 1980. Moscou és seleccionada per ser la seu dels Jocs Olímpics d'Estiu de 1980. |
| 76a              | Lausana, Suïssa                  | 1975        | |
| 77a              | Innsbruck, Àustria               | 1976        | |
| 78a              | Mont-real, Canadà                | 1976        | |
| 79a              | Praga, Txecoslovàquia            | 1977        | |
| 80a              | Atenes, Grècia                   | 1978        | Sarajevo és seleccionada per ser la seu dels Jocs Olímpics d'Hivern de 1984. Los Angeles és seleccionada per ser la seu dels Jocs Olímpics d'Estiu de 1984.                                                                                                 |
| 81a              | Montevideo, Uruguai              | 1979        | |
| 82a              | Lake Placid, Estats Units        | 1980        | |
| 83a              | Moscou, Unió Soviètica           | 1980        | Juan Antonio Samaranch és elegit president del COI. |
| 84a              | Baden Baden, Alemanya Occidental | 1981        | Calgary és seleccionada per ser la seu dels Jocs Olímpics d'Estiu de 1988. Seül és seleccionada per ser la seu dels Jocs Olímpics d'Estiu de 1988. |
| 85a              | Roma, Itàlia                     | 1982        | |
| 86a              | Nova Delhi, Índia                | 1983        | |
| 87a              | Sarajevo, Iugoslàvia             | 1984        | |
| 88a              | Los Angeles, Estats Units        | 1984        | |
| 89a              | Lausana, Suïssa                  | 1984        | |
| 90a              | Berlín Oest, Alemanya Occidental | 1985        | |
| 91a              | Lausana, Suïssa                  | 1986        | Barcelona és seleccionada per ser la seu dels Jocs Olímpics d'Estiu de 1992. Albertville és escollida per ser la seu dels Jocs Olímpics d'Hivern de 1992.                                                                                                   |
| 92a              | Istanbul, Turquia                | 1987        | |
| 93a              | Calgary, Canadà                  | 1988        | |
| 94a              | Seül, Corea del Sud              | 1988        | Lillehammer és seleccionada per ser la seu dels Jocs Olímpics d'Hivern de 1994 |
| 95a              | San Juan, Puerto Rico            | 1989        | |
| 96a              | Tòquio (Japó)                    | 1990        | Atlanta és seleccionada per ser la seu dels Jocs Olímpics d'Estiu de 1996. |
| 97a              | Birmingham, Regne Unit           | 1991        | Nagano és seleccionada per ser la seu dels Jocs Olímpics d'Hivern de 1998. |
| 98a              | Albertville, França              | 1992        | |
| 99a              | Barcelona, Catalunya             | 1992        | |
| 100a             | Lausana, Suïssa                  | 1993        | |
| 101a             | Montcarles, Mònaco               | 1993        | Sydney és seleccionada per ser la seu dels Jocs Olímpics d'Estiu del 2000. |
| 102a             | Lillehammer, Noruega             | 1994        | |
| 103a             | París, França                    | 1994        | |
| 104a             | Budapest, Hongria                | 1995        | Salt Lake City és seleccionada per ser la seu dels Jocs Olímpics d'Hivern de 2002. |
| 105a             | Atlanta, Estats Units            | 1996        | |
| 106a             | Lausana, Suïssa                  | 1997        | Atenes és seleccionada per ser la seu dels Jocs Olímpics d'Estiu de 2004. |
| 107a             | Nagano, Japó                     | 1998        | |
| 108a             | Lausana, Suïssa                  | 1999        | |
| 109a             | Seül, Corea del Sud              | 1999        | Torí és seleccionada per ser la seu dels Jocs Olímpics d'Hivern de 2006. |
| 110a             | Lausana, Suïssa                  | 1999        | |
| 111th            | Sydney, Austràlia                | 2000        | |
| 112a             | Moscou, Rússia                   | 2001        | Pequín és seleccionada per ser la seu dels Jocs Olímpics d'Estiu de 2008. Jacques Rogge és elegit president del COI. |
| 113a             | Salt Lake City, Estats Units     | 2002        | |
| 114a             | Ciutat de Mèxic, Mèxic           | 2002        | |
| 115a             | Praga, República Txeca           | 2003        | Vancouver és seleccionada per ser seu dels Jocs Olímpics d'Hivern de 2010. |
| 116a             | Atenes, Grècia                   | 2004        | |
| 117a             | Singapur                         | 2005        | Londres és seleccionada per ser la seu dels Jocs Olímpics d'Estiu de 2012. El beisbol i el softbol són eliminats del programa olímpica partir del 2012. |
| 118a             | Torí, Itàlia                     | 2006        | |
| 119a             | Ciutat de Guatemala, Guatemala   | 2007        | Sotxi és escollida seu dels Jocs Olímpics d'Hivern de 2014. |
| 120a             | Pequín, Xina                     | 2008        | |
| 121a             | Copenhaguen, Dinamarca           | 2009        | Rio de Janeiro és escollida seu dels Jocs Olímpics d'Estiu de 2016. El golf i el rugbi seran readmesos al programa olímpic de 2016. |
| 122a             | Vancouver, Canadà                | 2010        | Nanquín és escollida per ser la seu dels Jocs Olímpics d'Estiu de la Joventut de 2014. |
| 123a             | Durban, Sud-àfrica               | 2011        | Pyeongchang és escollida per ser la seu dels Jocs Olímpics d'Hivern de 2018. |
| 124a             | Londres, Regne Unit              | 2012        | |
| 125a             | Buenos Aires, Argentina          | 2013        | Tòquio és escollida per se la seu dels Jocs Olímpics d'Estiu de 2020. Jacques Rogge finalitza el seu mandat com a president del COI i és succeït per Thomas Bach.                                                                                           |
| 126a             | Sotxi, Rússia                    | 2014        | |
| 127a             | Montecarlo, Mònaco               | 2014        | Sessió extraordinària per discutir sobre l'Agenda Olímpica de 2020 |
| Sessions futures |                                  |             | |
| 128a             | Kuala Lumpur, Malàisia           | 2015        | Serà anunciada la seu dels Jocs Olímpics d'Hivern de 2022. |
| 129a             | Rio de Janeiro, Brasil           | 2016        | |
| 130a             | Lima, Perú                       | 2017        | Serà anunciada la seu dels Jocs Olímpics d'Estiu de 2024 and 2028 Summer Olympics. |
| 131a             | Pyeongchang, Corea del Sud       | 2018        | |